# Ibdes
Ibdes es un municipio y localidad española de la provincia de Zaragoza, en la comunidad autónoma de Aragón. El término municipal, ubicado en la comarca de la Comunidad de Calatayud, tiene una población de 372 habitantes (INE 2024).

## Geografía
El municipio tiene un área de 56,31 km². La población está encuadrada en el triángulo turístico compuesto por el monasterio de Piedra y los balnearios de Alhama de Aragón y Jaraba.

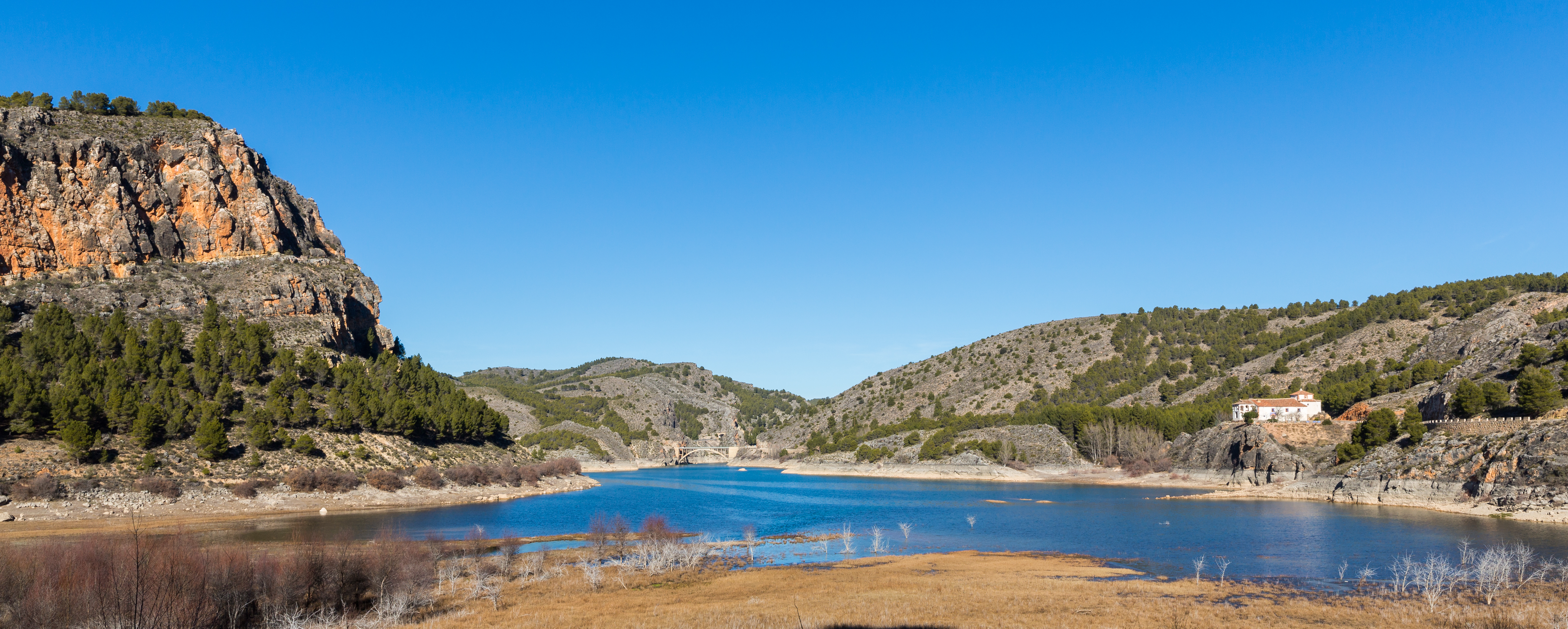
Vista del vecino embalse de la Tranquera

La localidad está situada sobre una pequeña montaña de terruño y desde la iglesia que preside el pueblo en su parte alta, se van desgranando las empinadas calles a modo de abanico que caen sobre la falda de la loma hasta llegar a la calle mayor.
Limitado por dos barrancos (el de San Gregorio y el de la Puerta Aldea), Ibdes actualmente ha crecido en extensión, al construirse varias viviendas en la entrada norte bajo el barrio de las cuevas o de la "Peña Rubia" y sobre todo en la zona sur del pueblo, del barrio llamado "de la Vegatilla".
La calle mayor o Rúa, con la compañía de la acequia que discurre en paralelo a ella, atraviesa todo el pueblo delimitándolo por el sureste. La nueva variante de la carretera ha tomado en nuestros días este papel.

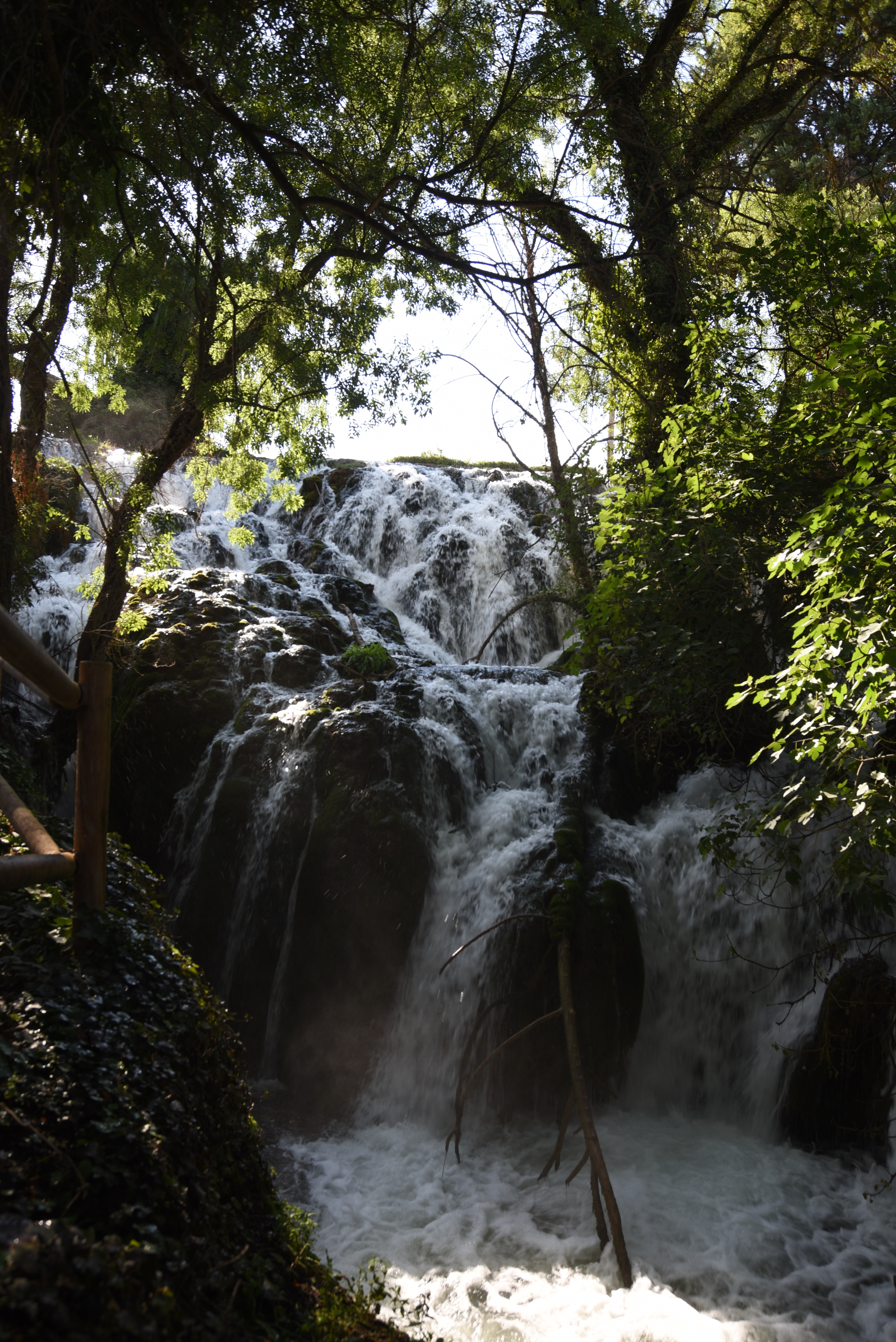
Cascada de La Paradera

En el municipio se encuentra la gruta de las Maravillas, formada por estalactitas y estalagmitas de unos 50 000 años de antigüedad. A la gruta se accede a pie, y no está siempre abierta. También se ubica en el término la cascada de La Paradera.

## Historia

### Prehistoria
Existe la constancia geológica que en la antigüedad, las actuales cuencas de los ríos Jalón, Jiloca y en especial la zona que nos atañe, la cuenca del río Mesa, se encontraban inundadas y con abundante presencia de lagos. Este hecho vendría a demostrar y ser el resultado que, a la Era Terciaria, cuando estas tierras se encontraban sumergidas en el mar, le siguió la Era Cuaternaria, con la formación de las más recientes cadenas montañosas y la elevación de las cuencas, produciéndose la retirada de las aguas. Como consecuencia de lo anterior se produjo la posterior desecación de los lagos que ocupaban los valles y este hecho unido al paso del tiempo y por las características geológicas del terreno han dado lugar a toda esa riqueza de aguas y baños termales de la zona. La prueba de esa abundante presencia de agua viene también reflejada en la toponimia de nuestro pueblo, como son los nombres de El Verdinal, el Pedregal, los Prados y la Laguna.
Los primeros habitantes autóctonos -se supone que Celtíberos- (Asentamientos Ibéricos en Aragón), pudieron dedicarse a la caza y al pastoreo, primero de forma trashumante y después debieron establecer su primera morada en las cuevas del cerro de las Torres que se encuentra en la entrada norte del pueblo. El nombre de Ibdes parece ser de origen celtíbero y podría significar "paso de peña" o más bien según otros filólogos "paso de río" dado que antes se llamó Idues.

### Romanos
Con la llegada de la dominación romana en toda la península ibérica, Aragón fue espectador de las guerras entre Cartagineses y Romanos, resultando vencedores estos últimos y consolidando sus vías de comunicación y destacamentos. Cabe destacar que una de las vías romanas reconocidas, la que iba desde Caesar-Augusta (Zaragoza) a Emerita-Augusta (Mérida) podría haber pasado por "la calzada".
En Ibdes queda constancia de la presencia romana por la construcción de una fortaleza a modo de destacamento (ubicada en el lugar que hoy ocupa la iglesia), cuyo uso principal debió de ser como silo o granero para el abastecimiento de las tropas de paso.
Tras la toma de Numancia, otros celtíberos se instalan en la zona y aumenta el número de habitantes del poblado, formando la comunidad que se compone de las cuevas, el actual cerro de las torres y el verdinal. La estructuración realizada en Hispania por Julio César y por Augusto (División Jurídica -provinciae - conventus -) conlleva siglos de paz. Durante el imperio llega el culto del cristianismo y la comunidad edifica el primer templo cristiano, al parecer dedicado a San Sebastián y que podría haber estado situado cerca del Santo Sepulcro.

### Árabes
Llegan a principios del siglo VIII, aunque con pocos efectivos dominan a la población de forma cruenta y establecen su lugar de culto en la mezquita, que se ubica en la fortaleza romana y construyen sus viviendas en la parte alta del pueblo justo debajo de la mezquita. En los cuatro siglos que permanecen aunque se observan cambios en el culto religioso y en algunos apellidos de los habitantes, lo cierto es que no hubo una gran fusión entre moros y cristianos, ya que se supone que no vivió en Ibdes un gran número de ellos.

### Reconquista
En el año 1120, el rey de Aragón, Alfonso I el batallador, reconquista Calatayud y todos los pueblos de la comarca. Al aplicarse su testamento, Ibdes pasa en 1150 a la orden del Hospital de San Juan de Jerusalén, orden militar que tenía su cuartel entre las calles de los Frailes y Valdehigueras y sobre al año 1170 los monjes construyeron la iglesia-convento de San Juan Bautista, citada por Madoz y de la que no quedan vestigios, pero que existía en 1182 según la bula de Lucio II. Tras la constitución de la Comunidad de aldeas de Calatayud, estuvo integrada en ella dando nombre a la sesma del río Ibdes.
Aunque el pueblo no está precisamente situado en el Camino de Santiago, los peregrinos, viajeros y forasteros que acuden a Ibdes dejan su "piedra" en el peirón, más tarde al pasar los años se colocará una imagen de santo y una cruz en cada uno de ellos. Estos peregrinos son hospedados en los barrios adyacentes al pueblo, Puerta de la Aldea, Monreal y el de los Perros, así llamado por dejar los peregrinos sus caballerizas y animales de compañía en los corrales de esta calle.
En 1330 debido a las guerras con Castilla se fortifica el pueblo cerrándolo con grandes puertas (Portada, Puerta Aldea, Dula y Postigo). Por este motivo también se construye la primera iglesia de San Miguel en la Rúa junto a la Plazoleta, las ruinas de la misma es lo que conocemos como "los hundidos".

### Reyes Católicos
Tras un siglo y medio de reinados cortos y mediocres aderezados con las guerras con Navarra y las continuas batallas en el mediterráneo, el rey Fernando se casa con Isabel I de Castilla unificándose los dos reinos. En 1517, al desaparecer el peligro de guerras e invasiones, en el pueblo se inició la transformación del castillo en iglesia, dedicando la misma a San Miguel Arcángel..

### Austrias
El pueblo de Ibdes siempre fue de realengo, es decir que los bienes y las tierras pertenecían a sus vecinos y no dependían de ningún señorío, abadía o monasterio. El pueblo siempre ha estado sujeto a Calatayud como cabeza o población más importante de la comarca, aunque a partir de mediados del siglo XIII se le exime de pagar tributos, revirtiendo los fondos y los gananciales generados en la comunidad. Aun así, la tutela de Calatayud ha estado siempre presente sobre temas de seguridad, de control de jurisdicción, aprovechamiento de pastos -sesma del río Ibdes (Mesa)-, merinado, etc.
En 1599 se declara otra epidemia de peste con devastadores efectos como la de 1348, muchas poblaciones toman a San Roque como patrón.

### Guerra de sucesión española
Con la muerte de Carlos II, último rey de la casa de Austria, y al estallar a principios del siglo XVIII la Guerra de Sucesión con la que se consolida en España la dinastía borbónica y se derogan los Fueros de Aragón, hay constancia de que algunos habitantes del pueblo tomaron partido en la guerra apoyando a Felipe V, candidato Borbón, frente a las pretensiones del archiduque Carlos.
En 1711, Felipe V, como pago a este apoyo, otorgará privilegio de realengo a Ibdes, que pasará a tener la categoría de villa, y concedió gracias y privilegios a los vecinos del pueblo —Liñán, Doñoro y otros— que habían destacado en su lealtad a la nueva dinastía.

### Edad Contemporánea
Durante la Guerra de la Independencia (1808-1814) en Aragón, los franceses invaden el Monasterio de Piedra saqueando el mismo y llevándose obras de arte, otras serán rescatadas yendo a parar algunas a la iglesia parroquial. El decir popular de Ibdes parece indicar que tuvo lugar una pequeña reyerta con varios muertos entre nativos y franceses. En memoria de este hecho, se erigió un pequeño monumento a las víctimas que se ha llamado la Cruz de Chocolate (dado que Francia era pionera en la fabricación de este producto) y el lugar de este suceso, la Cruz de la Pasión.
En 1830 se produce un grave incendio que afecta a varias casas de la calle hospital. En las guerras carlistas estará en la zona de influencia de los mismos.
A mediados del siglo XIX, la villa tenía contabilizada una población de 870 habitantes. Aparece descrita en el noveno volumen del Diccionario geográfico-estadístico-histórico de España y sus posesiones de Ultramar de Pascual Madoz de la siguiente manera:

IBDES: v. con ayunt. de la prov. aud. terr. de Zaragoza (17 leg.), c. g. de Aragon, part. jud., de Ateca (3), dióc. de Tarazona (15), arcedianado de Calatayud: sit. en una fértil vega al pie de una colina y márg. izq. del r. Mesa: reinan generalmente los vientos del NO.; su clima es templado y saludable. Tiene sobre 200 casas, 12 calles y 4 plazas; buena casa de ayunt., cárcel pequeña, escuela de niños á la que concurren sobre 40 dotada con 2,700 rs.; igl. parr. (San Miguel), para cuyo servicio tiene asignados 11 beneficiados 3 de los cuales se hallan vacantes, 8 ermitas denominadas de San Daniel con su igl., coro, sacristía y ornamentos del Sto. Sepulcro, San Gregorio Hostiense, San Sebastian, San Juan Bautista, San Lorenzo, Ntra. Sra. de la Soledad y Sta. Ana, todas sostenidas por los vecinos, y un cementerio bastante capaz en sitio ventilado y separado del cas. El term. confina por N. con Godojos y la granja de Somed, jurisd. de Carenas; E. Nuévalos; S. Campillo de Aragon y Jaraba, y O. Cetina: su estension será de 1 1/2 leg. de N. á S.; y 1 1/4 de E. á O. En su radio y á la dist. de una hora hacia el O. se encuentra una partida llamada de Valdemoros, que segun ant. tradicion fué un pueblo habitado por los muzárabes, en donde brota una abundante fuente de buenas aguas; hay tambien varios montes algunos con canteras de mármoles que no se han beneficiado, y otros poblados de carrascas, encinas, arbustos y plantas aromáticas. Por el S. á la dist. de 14 minutos, se ve una cueva sorprendente por sus petrificaciones estalácticas, en medio de la cual está colocada la Virgen de la Soledad sobre una mesa de altar, y por el E. corre en direccion del N. el r. Mesa, que va en busca del Jalon, recibiendo antes las aguas del r. Piedra. El terreno es generalmente arcilloso con bastante humus, y por lo tanto de buena calidad: abunda en árboles frutales y tiene un gran viñedo. Los caminos son locales y malos. La correspondencia se recibe de Calalayud por balijero 3 veces á la semana. prod.: trigo, cebada, aceite, cáñamo, vino, frutas y hortalizas; mantiene ganado lanar y cabrío, abundante caza de perdices, conejos y algunas liebres, y pesca de barbos, truchas, anguilas y cangrejos. ind.: la agrícola, y un molino harinero. El comercio es insignificante y se reduce á la esportacion del trigo para Aragon y vino para Castilla: hay 2 tiendas de comestibles, y un mercado los sábados del invierno no muy concurrido. pobl.: 183 vec., 870 alm.: cap. prod.: 2.280,000 rs. imp.: 150,600. contr.: 27,458. El presupuesto municipal asciende á 12,000 rs. del que se pagan 1,200 al secretrrio del ayunt., y se cubre una tercera parte con el producto de propios, y las otras dos por reparto vecinal.
(Madoz, 1847, p. 367)

Tras la guerra mundial y una larga posguerra, se vive un período de pobreza del que paulatinamente se va saliendo hasta que a principio de los años 1960 el pueblo alcanza el máximo número de habitantes, rondando la cifra de 2000, pero la escasez de recursos y de trabajo provoca que la población emigre y parte de ella abandone el pueblo, con destino a las principales capitales españolas (Zaragoza, Madrid y Barcelona). Actualmente, el pueblo se mantiene entre los 500-600 habitantes que parece ser la cifra más "sensata" en concordancia con sus recursos, y por lo visto a pesar de todas las fluctuaciones, es la cifra que más se repite a lo largo de su historia.

## Demografía
Ibdes cuenta con una población de 372 habitantes (INE 2024).
GenteAño1002003004005006007001995200020052010201520202025TotalHombresMujerComunidad de Calatayud / Ibdes PoblaciónCifras oficiales de población de los municipios e...
| Gráfica de evolución demográfica de Ibdes entre 1842 y 2021                                                         |
| |
| Población de derecho según los censos de población del INE Población de hecho según los censos de población del INE |

## Administración y política

### Gobierno municipal
Listado de alcaldes de España por mandato desde 1979
| Periodo             | Nombre                                         | Partido | Partido                                     |
| ------------------- | ---------------------------------------------- | ------- | ------------------------------------------- |
| 1979-1982 1982-1983 | Daniel Pariente Castejón Carmelo Delgado Pérez |         | Unión de Centro Democrático (UCD)           |
| 1983-1987           | Carmelo Delgado Pérez                          |         | Partido Aragonés (PAR)                      |
| 1987-1999           | Fernando Castejon Pasamon                      |         | Partido de los Socialistas de Aragón (PSOE) |
| 1999-2003           | Eduardo Montero Guarardo                       |         | Partido Popular (PP)                        |
| 2003-2027           | Ramón Duce Maestro                             |         | Partido de los Socialistas de Aragón (PSOE) |

| Partido político    | Partido político                                   | 2003   | 2007   | 2011   | 2015   | 2019   |
| Partido político    | Partido político                                   | Ediles | Ediles | Ediles | Ediles | Ediles |
|                     | Partido de los Socialistas de Aragón (PSOE-Aragón) | 4      | 4      | 5      | 5      | 4      |
|                     | Partido Aragonés (PAR)                             | —      | 3      | 1      | 2      | —      |
|                     | Partido Popular de Aragón (PP)                     | 3      | —      | 1      | —      | 3      |
|                     | Chunta Aragonesista (CHA)                          | 0      | —      | —      | —      | —      |
| Total de concejales | Total de concejales                                | 7      | 7      | 7      | 7      | 7      |

#### Evolución de la deuda viva municipal
El concepto de deuda viva contempla solo las deudas con cajas y bancos relativas a créditos financieros, valores de renta fija y préstamos o créditos transferidos a terceros, excluyéndose, por tanto, la deuda comercial.
| Gráfica de evolución de la deuda viva del ayuntamiento entre 2008 y 2014                             |
| |
| Deuda viva del ayuntamiento en miles de Euros según datos del Ministerio de Hacienda y Ad. Públicas. |

La deuda viva municipal por habitante en 2014 ascendía a 205,15 €.

### Jurisdicción
En el aspecto religioso, el pueblo ha tenido a lo largo de su historia las siguientes dependencias , del Arcedianato de Calatayud, de la Administración Apostólica de Munébrega y del Obispado de Tarazona.
Desde que adquiere la categoría de villa en 1711 hasta 1833, Ibdes depende de la jurisdicción del Corregidor de Calatayud, es en 1834 cuando se constituye el primer ayuntamiento y su dependencia pasa a ser del partido judicial de Ateca.
En 1965 se vuelve a incluir en el partido judicial de Calatayud.

## Patrimonio

### Iglesia parroquial de San Miguel Arcángel
La iglesia actual fue construida sobre las ruinas de un castillo medieval que destruyera Pedro I el Cruel, rey de Castilla, allá por la mitad del siglo XIV, durante la confrontación bélica habida entre los reinos de Aragón y de Castilla, levantado a su vez, según se dice, sobre una mezquita árabe labrada donde se encontraba una fortaleza romana. Se atribuye su obra al arquitecto Juan Marión, siendo maestro de obras Martín Camacho y el cantero que suministró la piedra y ladrillo Rodrigo Marrón. Se inició su construcción en 1517 y se acabó en 1526. La iglesia es semejante a las parroquias de Daroca, Fuentes de Ebro o Longares. La iglesia fue declarada Bien de Interés Cultural por Orden de 14 de junio de 1974. Eclesiásticamente está incluido en el arciprestazgo del Alto Jalón.
Construida en una loma de terruño, sobre el solar que ocupaba el antiguo castillo, destaca por encima de todo el caserío del pueblo, con su color de piedra rojiza. Todavía conserva parte de su primera muralla, fosos y torre ( su parte más antigua) sobre la que hoy se asienta el campanario. Estos serían los restos de la citada fortaleza romana y posteriormente castillo medieval. Restaurada recientemente por la Diputación General de Aragón, se ha hecho incidencia en la reparación del campanario, tejado, ventanas y contrafuertes. Destaca la arquería que remata la torre y los elementos renacentistas de su portada, lo que la convierte en una de las más hermosas iglesias de la cuenca del Jalón
El interior es de estilo gótico y consta de tres naves separadas por grandes y esbeltos pilares baquetonados y bóvedas de crucería. El suelo es de tarima en toda la iglesia salvo en el presbiterio, que es de mármol. El mayor interés artístico radica en sus retablos. Sobresale entre todos ellos el retablo de tipo catedralicio del altar mayor dedicado a San Miguel Arcángel y colocado ante el ábside poligonal de la cabecera del templo.
El retablo se realizó a imagen del existente en la iglesia de San Miguel de los Navarros de Zaragoza. El contrato de la obra se firmó el 13 de agosto de 1555 con los seguidores de Damián Forment Pedro Moreto y Juan Martínez de Salamanca, quien los habría concluido en solitario tras la muerte en 1556 de Moreto. La ejecución compartida del retablo explica que sean diferentes las hornacinas al lado del sagrario, siendo más pequeñas las figuras de los relieves del lado izquierdo que las del derecho. Las labores de arquitectura y talla quedaron concluidas en 1557, cuando se colocó en su ubicación actual, y al año siguiente fue pintado y dorado por Pietro Morone y Juan Catalán.
El retablo con San Miguel Arcángel ocupando su centro, es una obra renacentista en madera tallada. Las tablas que lo componen representan escenas del Antiguo Testamento y de la Vida y Pasión de Cristo. A los dos lados del mismo hay dos esculturas cistercienses que representan a San Bernardo y San Benito y que fueron traídas del Monasterio de Piedra. Las grandes puertas -"manifestador- que cierran el retablo fueron pintadas sobre sarga por Pietro Morone con el tema del Juicio Final, inspirándose en el pintado por Miguel Ángel en el testero de la Capilla Sixtina, del que Morone tomó literalmente algunas de sus figuras. El retablo, el manifestador y las dos esculturas fueron cuidadosamente restaurados en 2017, tras dieciséis meses de trabajo y con cerca de 37 000 euros de coste.
Otros retablos son:
- El de la Sagrada Familia, del siglo XVII y de estilo barroco, presidido por el grupo titular y rematado por un lienzo con los padres de la Virgen, San Joaquín y Santa Ana.
- Retablo de Santo Domingo: con lienzo del santo y realizado en mazonería de madera y columnas corintias.
- Retablo de la Virgen del Rosario: del siglo XVI, en mazonería de madera mostrando los misterios del Rosario.
- Retablo de la Virgen del Pilar: del siglo XVI, dedicado a San Bernardo y San Benito, procede del Monasterio de Piedra.
- Retablo de San Roque: del siglo XVII, con lienzos de San Francisco y San Jerónimo.
- Retablo de la Divina Pastora, con lienzo dedicado a su titular, del siglo XVII.

De interés son también la pila bautismal de estilo gótico, fechada en 1539, la del agua bendita, de estilo renacentista, decorada con figuras de querubines y guirnaldas y los púlpitos de madera tallada, del siglo XVII, retirados.
En su interior se ha dispuesto también una sillería de coro del siglo XVII, procedente del Monasterio de Piedra. Sobre el coro se encuentra el órgano cuya caja, fechada en 1732, es de Bartolomé Sánchez.
El campanario está construido sobre una de las torres del antiguo castillo. En la década de los ochenta fueron restauradas las escaleras y todo él. Aloja tres campanas, de las cuales solo dos están en condiciones de uso. Entre los diferentes tipos de toques de campanas que se mantienen en Ibdes, destaca el toque de difuntos con peculiar sonido rápido y alegre, pero de gran solemnidad. En un edificio anexo al ábside se localiza la sacristía del siglo XVII.

### Ermita de San Daniel
Situación:

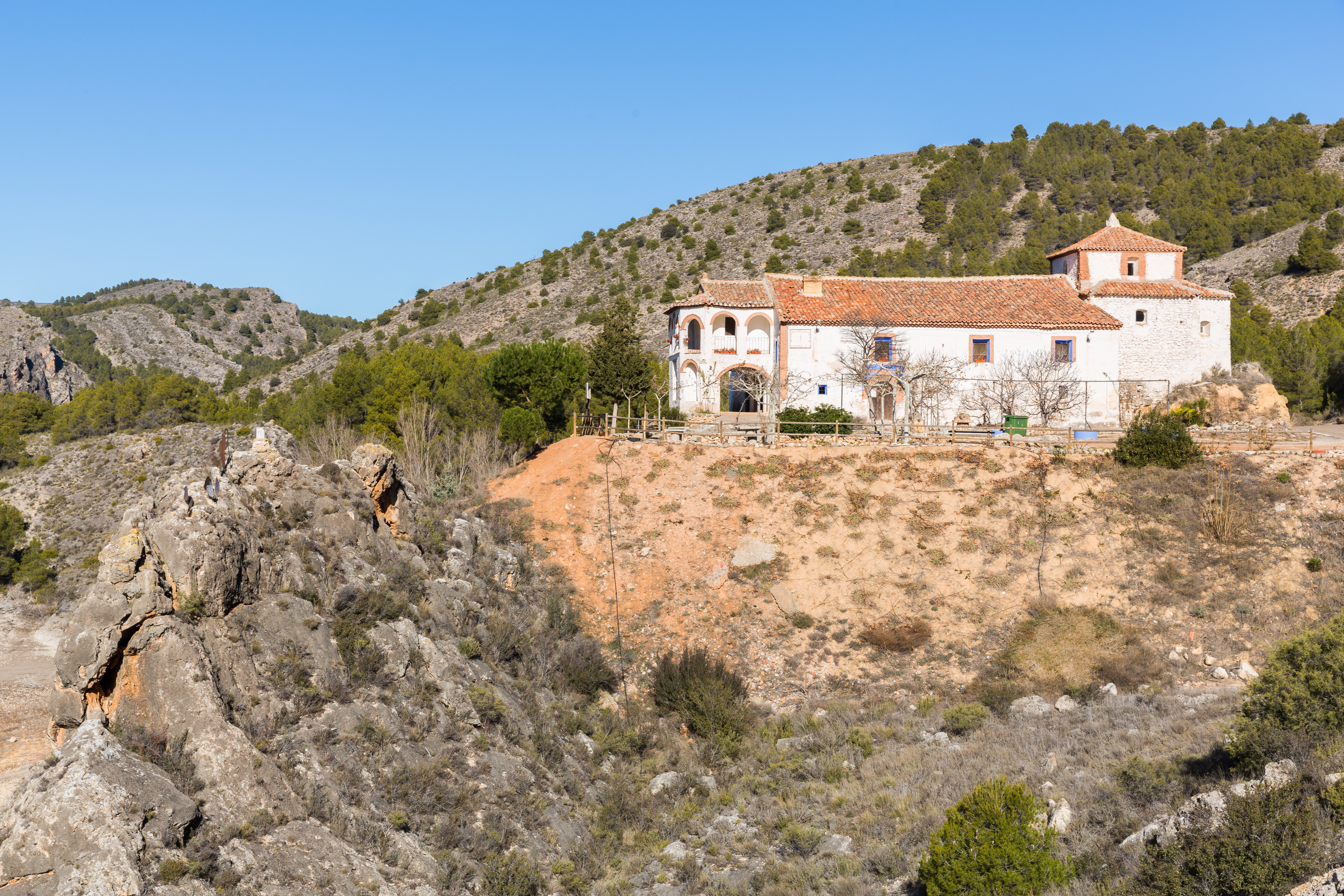
Ermita de San Daniel

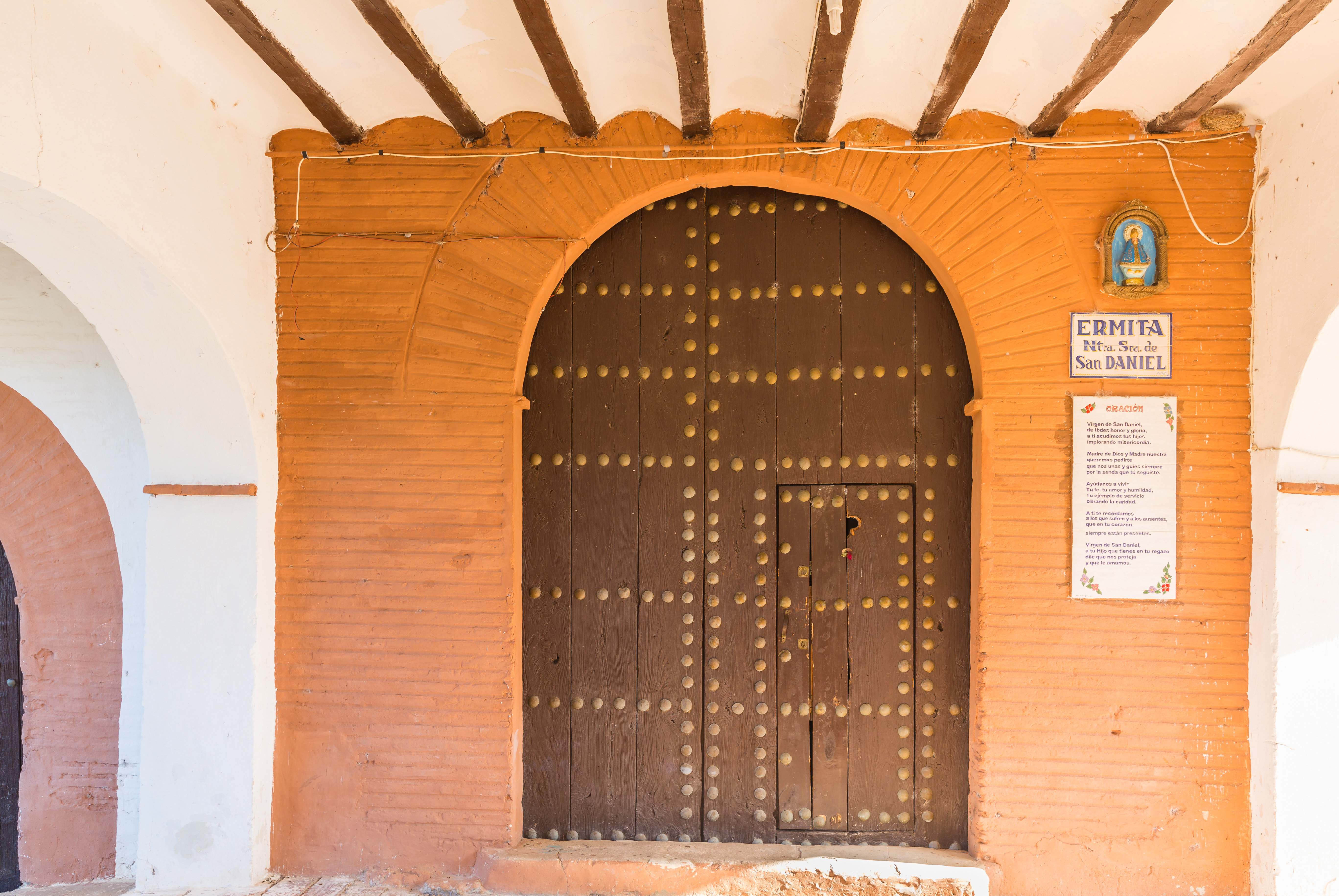
Entrada de la ermita

La ermita se halla junto a la carretera A-1501, a unos 2,5 km al norte del pueblo. Está situada como sobre un balcón, dominando una amplia y bella panorámica del embalse de la Tranquera, frente a ella, la peña de la cueva del Búho y a su derecha el barranco de Valdearcón, asomándose sobre las piezas de la antigua vega, "la que se llevó el pantano".
Es un edificio del siglo XVII construido en tapial y ladrillo y dedicado a la Virgen de San Daniel. El edificio en su conjunto consta de la ermita en sí, una vivienda utilizada antiguamente por los santeros o guardeses o virginieros y varias dependencias como la cocina, comedor, etc., y que son utilizados en los actos que la cofradía del mismo nombre realiza en su fiesta principal, el 18 de agosto. En la fachada sur -explanada- vemos un original reloj de sol y en el lado norte un balcón de bella rejería. La entrada, orientada hacia poniente, está cubierta por un pequeño porche con arcadas y grandes ventanales en la planta baja y una galería abierta con barandilla de hierro en la planta de arriba, que a su vez realiza función de campanario, constituyendo como hemos dicho, un magnífico mirador desde el que podemos ver extraordinarias vistas del embalse y de sus montes cercanos.
El interior consta de una sola nave amplia cuyo techo presenta una rica decoración. El presbiterio está coronado por una bóveda de mayor altura que el resto con ventanales o lunetas que la bordean e iluminan. Destacó un retablo barroco de su altar mayor, tallado en madera policromada, con tres lienzos bien logrados y situado sobre un ábside semicircular. La ermita ha sido robada y saqueada en varias ocasiones en las últimas dos décadas, causándole unos daños materiales y morales irreparables. Como consecuencia de los robos ha desaparecido la imagen de la Virgen de San Daniel, talla románica de finales del siglo XII, el sagrario del siglo XVII, lámparas, atriles, las columnas del altar mayor y varios cuadros.

### Ermita del Santo Sepulcro

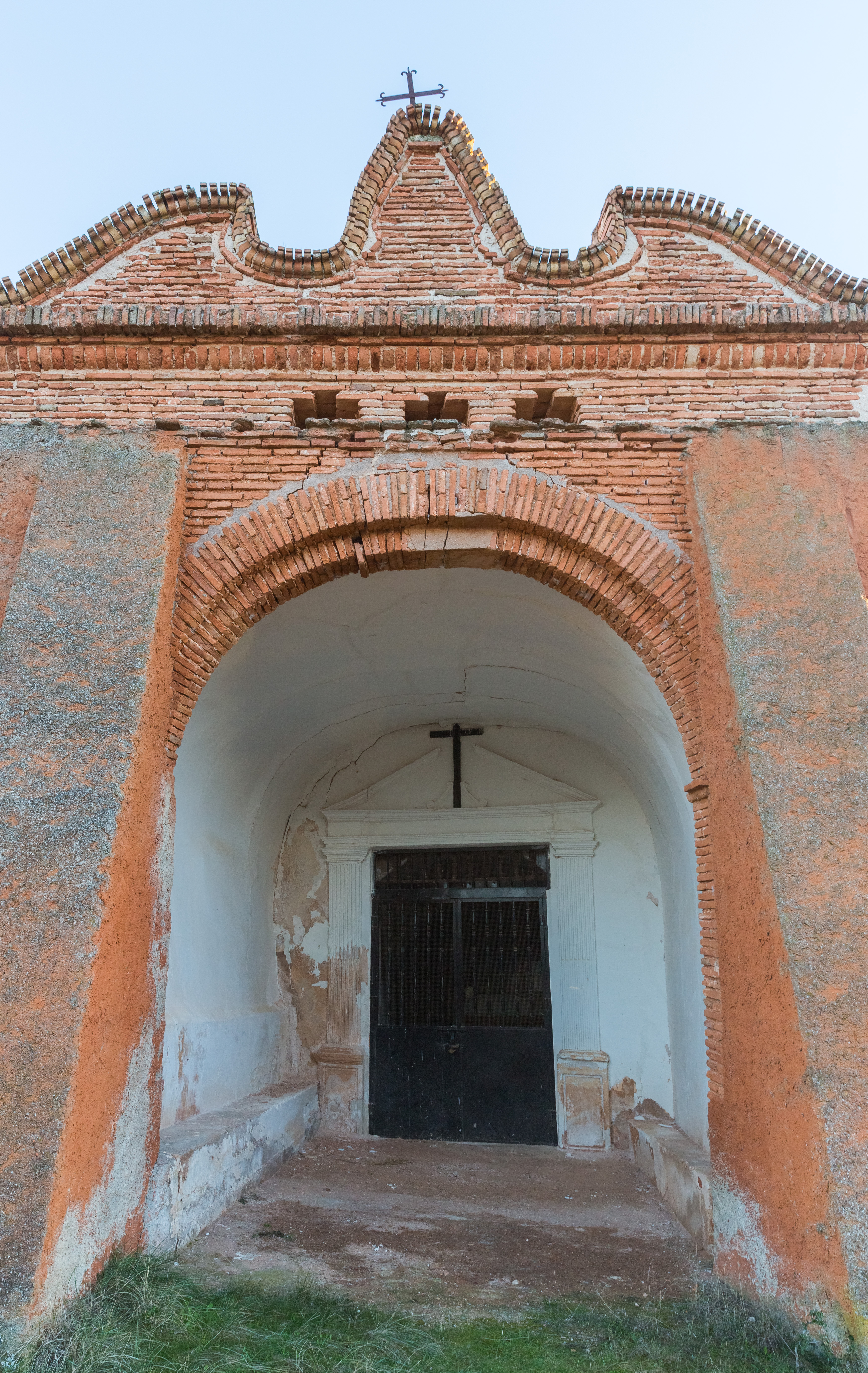
Entrada a la ermita del Santo Sepulcro

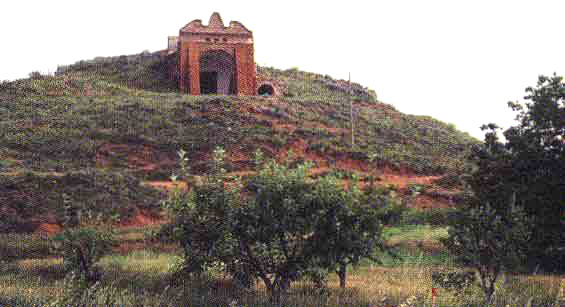
Ermita del Santo Sepulcro

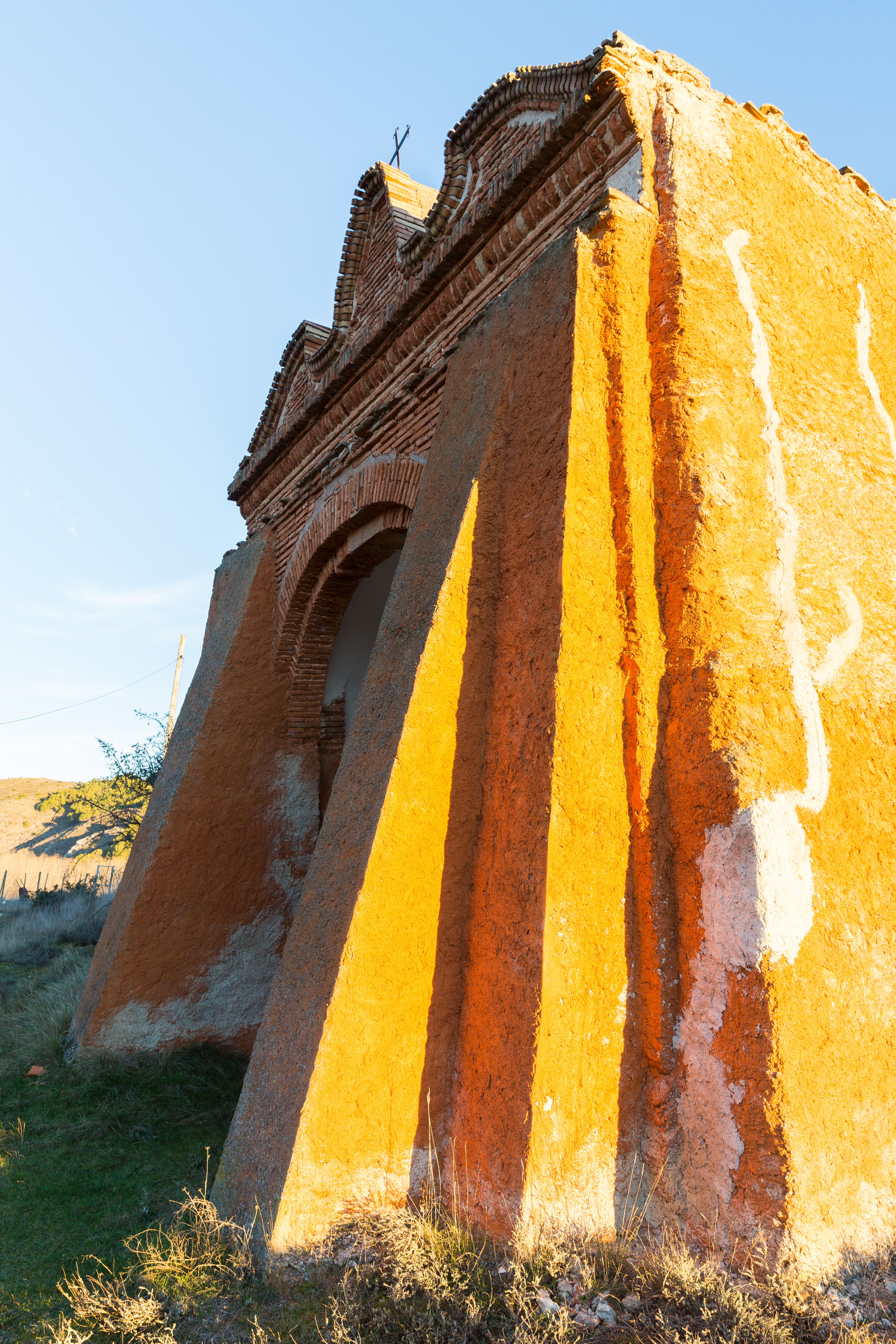
Vista lateral de la entrada a la ermita del Santo Sepulcro.

Actualmente es la ermita más antigua que existe en Ibdes. Se encuentra a unos 200 metros al norte del pueblo y situada en un pequeño promontorio. En su interior, de techo abovedado podemos ver un altar con la imagen de la Virgen. Encontramos también el Sepulcro de Cristal y madera negra que contiene la figura de Cristo. Todo el conjunto está coronado por una gran venera y custodiado por un soldado romano, una gran talla de madera, con celada y pica, situado sobre un pedestal en posición vigilante.

### Ermita de Ntra. Sra. de la Soledad

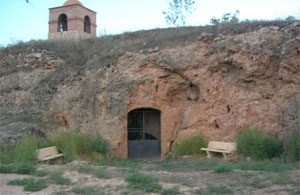
la Soledad

Fue construida también por la Orden de San Juan en el siglo XII y conjuntamente con la iglesia y una roca con una cruz en lo alto de la "tosca" llamado el Calvario, formaban el conjunto religioso en el camino de San Juan, donde en tiempos bien antiguos se representaban las procesiones de la pasión en un espléndido marco natural. La ermita-cueva se compone de un pequeño altar natural excavado en la tosca o cantera de piedra caliza a modo de gruta y con abundante presencia de estalactitas y estalagmitas que se han formado por las filtraciones de agua en la roca a lo largo de los años. En el centro de la gruta se ha formado una gran roca que si la bordeamos accedemos al altar, donde encontramos una urna de cristal con una talla de la Virgen de la Soledad. Se ilumina la gruta por un tragaluz abierto en la roca que hace de techo y rematado por un torreón de ladrillo de cuatro ventanas con techo semiesférico y que ha sido restaurado recientemente.

### Ermita de San Gregorio

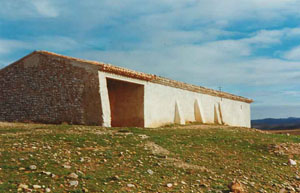
Ermita de San Gregorio

Situada en uno de los parajes más elevados de Ibdes, situado hacia el norte del pueblo. Se accede a ella por el camino del mismo nombre. La ermita es de planta rectangular con contrafuertes a los lados y pequeñas ventanas que dan cierta iluminación al interior dando un aspecto de simpleza y sobriedad al conjunto. Se accede al mismo por un porche orientado a levante. En el altar  solo hay un pequeño retablo muy deteriorado con una pintura que representa a San Gregorio.
Construida se supone en el siglo XIV en honor del santo italiano, San Gregorio Ostiense, al que se le hizo patrón contra la peste y el hambre que azotaron en aquella época toda la zona.

### Capilla de San Pascual Bailón
Es una pequeña capilla que se encuentra en el actual Palacio de los Liñán o Casa de San Pascual, situada en la calle del mismo nombre. En la década de los 80 Fue restaurado todo el conjunto por Felipe Liñán, su propietario y consta la capilla de una nave central de tres cuerpos separados cada uno por dos arcos de medio punto.

## Cultura

### Festividades
- Segundo domingo de mayo: romería a San Gregorio
- Pentecostés: celebración del Día del Pueblo
- Del 15 al 19 de agosto: fiestas patronales en honor de San Roque y la Virgen de San Daniel

### Gastronomía
Un plato típico de esta localidad, muy conocidos, son las judías blancas del terreno